# Campeonato Uruguaio de Futebol de 2002
O Campeonato Uruguaio de Futebol de 2002 foi a 71ª edição da era profissional do Campeonato Uruguaio. Após bater o Danubio na final, o Nacional sagrou-se campeão.

## Sistema de disputa
No torneio de 2002 se manteve o sistema de disputa instaurado na temporada anterior, onde a principal mudança foi a de disputar um torneio classificatório prévio para a disputa do campeonato e dos descensos.

### Torneio Classificatório
Este torneio de caráter classificatório, como indica seu nome, foi disputado pelas 18 equipes da Primeira Divisão durante o primeiro semestre de 2002 em um turno, no sistema de todos contra todos. Por sua vez, os 18 clubes foram separados em 3 grupos da seguinte forma: as 13 equipes de Montevidéu (capital uruguaia) foram divididas em 2 grupos (um de 7 e outro de 6) e os 5 times do interior em um terceiro grupo aparte.
Regras de pontuação
- Para as tabelas de posições dos grupos somente se contabilizam as partidas disputadas entre os integrantes do grupo;
- Para a tabela geral do Torneio Classificatório se contabilizam todas as partidas disputadas.

Regras de classificação
- A primeira equipe na colocação da tabela geral se classificou diretamente à Copa Libertadores da América de 2003;
- Se classificaram à Zona do Campeonato:
  - A primeira e segunda equipe de cada grupo (seis times no total);
  - As quatro melhores equipes colocadas na tabela geral sem contar os seis clubes classificados através dos grupos.
- Os oito times restantes disputaram a Zona de Permanência para definir as três equipes rebaixadas à Segunda Divisão.

### Zona do Campeonato (Apertura e Clausura) e Zona de Permanência
Durante o segundo semestre de 2002 foi disputada a Zona do Campeonato, através dos Torneios Apertura e Clausura, e paralelamente, a Zona de Permanência.
Para a Zona de Permanência, as oito equipes que a disputaram, arrastaram os pontos obtidos no Torneio Classificatório e jogaram um turno no sistema de todos contra todos, onde foram rebaixados:
- Os dois piores times colocados da capital Montevidéu;
- O pior time colocado do interior.

Por outro lado, as dez equipes que disputaram o título do Campeonato Uruguaio, jogaram separadamente os Torneios Apertura e Clausura sem arrastar os pontos do Torneio Classificatório. Finalmente, os ganhadores de ambos os torneios disputaram a final para definir o campeão uruguaio de 2002.

## Torneio Classificatório

### Grupo A (Grupo dos Sete)
| Pos | Equipe         | Pts | J  | V  | E | D  | GP | GC | SG  |
| --- | -------------- | --- | -- | -- | - | -- | -- | -- | --- |
| 1º  | Nacional       | 32  | 17 | 10 | 2 | 5  | 40 | 24 | 16  |
| 2º  | Fénix          | 32  | 17 | 9  | 5 | 3  | 40 | 26 | 14  |
| 3º  | Danubio        | 32  | 17 | 10 | 2 | 5  | 37 | 24 | 13  |
| 4º  | Villa Española | 22  | 17 | 6  | 4 | 7  | 27 | 29 | -2  |
| 5º  | River Plate    | 21  | 17 | 6  | 3 | 8  | 29 | 34 | -5  |
| 6º  | Bella Vista    | 16  | 17 | 4  | 4 | 9  | 23 | 30 | -7  |
| 7º  | Progreso       | 5   | 17 | 0  | 5 | 12 | 17 | 41 | -24 |

### Grupo B (Grupo dos Seis)
| Pos | Equipe               | Pts | J  | V  | E | D | GP | GC | SG  |
| --- | -------------------- | --- | -- | -- | - | - | -- | -- | --- |
| 1º  | Peñarol              | 36  | 17 | 10 | 6 | 1 | 41 | 22 | 19  |
| 2º  | Defensor Sporting    | 31  | 17 | 9  | 4 | 4 | 32 | 16 | 16  |
| 3º  | Central Español      | 31  | 17 | 9  | 4 | 4 | 28 | 30 | -2  |
| 4º  | Montevideo Wanderers | 25  | 17 | 7  | 4 | 6 | 24 | 26 | -2  |
| 5º  | Cerro                | 18  | 17 | 4  | 6 | 7 | 20 | 27 | -7  |
| 6º  | Racing               | 16  | 17 | 4  | 4 | 9 | 19 | 33 | -14 |

### Grupo C (Grupo do Interior)
| Pos | Equipe               | Pts | J  | V  | E | D  | GP | GC | SG  |
| --- | -------------------- | --- | -- | -- | - | -- | -- | -- | --- |
| 1º  | Plaza Colonia        | 32  | 17 | 10 | 2 | 5  | 25 | 16 | 9   |
| 2º  | Deportivo Maldonado  | 24  | 17 | 7  | 3 | 7  | 31 | 22 | 9   |
| 3º  | Tacuarembó           | 21  | 17 | 5  | 6 | 6  | 18 | 20 | -2  |
| 4º  | Paysandú Bella Vista | 19  | 17 | 6  | 1 | 10 | 17 | 29 | -12 |
| 5º  | Juventud             | 12  | 17 | 3  | 3 | 11 | 19 | 38 | -19 |

### Tabela geral
| Pos | Equipe               | Pts | J  | V  | E | D  | GP | GC | SG  |
| --- | -------------------- | --- | -- | -- | - | -- | -- | -- | --- |
| 1º  | Peñarol              | 36  | 17 | 10 | 6 | 1  | 41 | 22 | 19  |
| 2º  | Nacional             | 32  | 17 | 10 | 2 | 5  | 40 | 24 | 16  |
| 3º  | Fénix                | 32  | 17 | 9  | 5 | 3  | 40 | 26 | 14  |
| 4º  | Danubio              | 32  | 17 | 10 | 2 | 5  | 37 | 24 | 13  |
| 5º  | Plaza Colonia        | 32  | 17 | 10 | 2 | 5  | 25 | 16 | 9   |
| 6º  | Defensor Sporting    | 31  | 17 | 9  | 4 | 4  | 32 | 16 | 16  |
| 7º  | Central Español      | 31  | 17 | 9  | 4 | 4  | 28 | 30 | -2  |
| 8º  | Montevideo Wanderers | 25  | 17 | 7  | 4 | 6  | 24 | 26 | -2  |
| 9º  | Deportivo Maldonado  | 24  | 17 | 7  | 3 | 7  | 31 | 22 | 9   |
| 10º | Villa Española       | 22  | 17 | 6  | 4 | 7  | 27 | 29 | -2  |
| 11º | Tacuarembó           | 21  | 17 | 5  | 6 | 6  | 18 | 20 | -2  |
| 12º | River Plate          | 21  | 17 | 6  | 3 | 8  | 29 | 34 | -5  |
| 13º | Paysandú Bella Vista | 19  | 17 | 6  | 1 | 10 | 17 | 29 | -12 |
| 14º | Cerro                | 18  | 17 | 4  | 6 | 7  | 20 | 27 | -7  |
| 15º | Bella Vista          | 16  | 17 | 4  | 4 | 9  | 23 | 30 | -7  |
| 16º | Racing               | 16  | 17 | 4  | 4 | 9  | 19 | 33 | -14 |
| 17º | Juventud             | 12  | 17 | 3  | 3 | 11 | 19 | 38 | -19 |
| 18º | Progreso             | 5   | 17 | 0  | 5 | 12 | 17 | 41 | -24 |

|  | Classificados à Zona do Campeonato.                         |
|  | Classificado à Zona do Campeonato e à Libertadores de 2003. |
|  | Disputam a Zona de Permanência.                             |

Promovidos para a próxima temporada: Liverpool, Miramar Misiones e Deportivo Colonia.

## Zona do Campeonato

### Torneio Apertura
| Pos | Equipe               | Pts | J | V | E | D | GP | GC | SG  |
| --- | -------------------- | --- | - | - | - | - | -- | -- | --- |
| 1º  | Nacional             | 25  | 9 | 8 | 1 | 0 | 20 | 6  | 14  |
| 2º  | Peñarol              | 21  | 9 | 7 | 0 | 2 | 25 | 12 | 13  |
| 3º  | Fénix                | 18  | 9 | 6 | 0 | 3 | 22 | 11 | 11  |
| 4º  | Deportivo Maldonado  | 14  | 9 | 4 | 2 | 3 | 10 | 17 | -7  |
| 5º  | Montevideo Wanderers | 12  | 9 | 3 | 3 | 3 | 8  | 9  | -1  |
| 6º  | Defensor Sporting    | 12  | 9 | 4 | 0 | 5 | 15 | 17 | -2  |
| 7º  | Danubio              | 11  | 9 | 3 | 2 | 4 | 12 | 14 | -2  |
| 8º  | Plaza Colonia        | 8   | 9 | 2 | 2 | 5 | 10 | 13 | -3  |
| 9º  | Central Español      | 7   | 9 | 2 | 1 | 6 | 13 | 21 | -8  |
| 10º | Villa Española       | 1   | 9 | 0 | 1 | 8 | 8  | 23 | -15 |

|  | Campeão do Torneio Apertura e classificado à final. |

### Torneio Clausura
| Pos | Equipe               | Pts   | J | V | E | D | GP | GC | SG  |
| --- | -------------------- | ----- | - | - | - | - | -- | -- | --- |
| 1°  | Danubio              | 20    | 9 | 6 | 2 | 1 | 16 | 8  | 8   |
| 2°  | Peñarol              | 19[1] | 9 | 7 | 1 | 1 | 25 | 16 | 9   |
| 3°  | Fénix                | 15    | 9 | 4 | 3 | 2 | 24 | 18 | 6   |
| 4°  | Defensor Sporting    | 15    | 9 | 4 | 3 | 2 | 16 | 12 | 4   |
| 5°  | Nacional             | 14    | 9 | 4 | 2 | 3 | 20 | 16 | 4   |
| 6°  | Plaza Colonia        | 14    | 9 | 4 | 2 | 3 | 16 | 12 | 4   |
| 7°  | Villa Española       | 7     | 9 | 1 | 4 | 4 | 10 | 21 | -11 |
| 8°  | Montevideo Wanderers | 6     | 9 | 1 | 3 | 5 | 8  | 12 | -4  |
| 9°  | Deportivo Maldonado  | 6     | 9 | 2 | 0 | 7 | 8  | 21 | -13 |
| 10° | Central Español      | 5     | 9 | 1 | 2 | 6 | 9  | 16 | -7  |

1 ^  Foram descontados 3 pontos do Peñarol por incidentes ocorridos na partida contra o Danubio, pelo Torneio Clausura do Campeonato Uruguaio de 2001.
|  | Campeão do Torneio Clausura e classificado à final. |

### Final

#### Primeira partida
| {{{data}}} | Danubio     | 1 – 2                        | Nacional                  | Estádio Jardines del Hipódromo, Montevidéu |
|            | Biaggio 48' | data = 4 de dezembro de 2002 | Vanzini 51' · Peralta 90' | Público: 10 000 Árbitro: Martín Vázquez    |

#### Segunda partida
| {{{data}}} | Nacional                 | 2 – 1                        | Danubio     | Estádio Centenário, Montevidéu          |
|            | Scotti 16' · Morales 88' | data = 8 de dezembro de 2002 | Perrone 63' | Público: 60 000 Árbitro: Gustavo Méndez |

Nacional classificado à Copa Libertadores da América e à Copa Sul-Americana de 2003.
Danubio classificado à Copa Sul-Americana de 2003.

## Zona de Permanência
| Pos | Equipe               | Pts | J  | V  | E  | D  | GP | GC | SG  |
| --- | -------------------- | --- | -- | -- | -- | -- | -- | -- | --- |
| 11º | River Plate          | 42  | 31 | 12 | 6  | 13 | 47 | 50 | -3  |
| 12º | Tacuarembó           | 42  | 31 | 11 | 9  | 11 | 33 | 36 | -3  |
| 13º | Cerro                | 41  | 31 | 10 | 11 | 10 | 43 | 40 | 3   |
| 14º | Bella Vista          | 38  | 31 | 10 | 8  | 13 | 41 | 46 | -5  |
| 15º | Racing               | 32  | 31 | 7  | 11 | 13 | 38 | 50 | -12 |
| 16º | Juventud             | 29  | 31 | 7  | 8  | 16 | 37 | 58 | -21 |
| 17º | Progreso             | 29  | 31 | 7  | 8  | 16 | 34 | 58 | -24 |
| 18º | Paysandú Bella Vista | 27  | 31 | 8  | 3  | 20 | 28 | 53 | -25 |

|  | Rebaixados à Segunda Divisão como os piores times de Montevidéu. |
|  | Rebaixado à Segunda Divisão como o pior time do interior.        |

## Artilharia
Para definir a artilharia do Campeonato Uruguaio de 2002 foram somados os gols anotados na tabela geral do Torneio Classificatório, nos Torneios Apertura e Clausura da Zona do Campeonato, na Zona de Permanência e na final da competição.
| Jogador         | Equipe            | Gols |
| --------------- | ----------------- | ---- |
| Germán Hornos   | Fénix             | 25   |
| Richard Morales | Nacional          | 23   |
| Daniel Jiménez  | Peñarol           | 21   |
| Martín Ligüera  | Fénix             | 19   |
| Gonzalo Vargas  | Defensor Sporting | 19   |

## Tabela anual
A tabela anual se compôs de uma soma dos pontos obtidos na tabela geral do Torneio Classificatório e nos Torneios Apertura e Clausura da Zona do Campeonato. Os quatro times melhor posicionados (com exceção de Peñarol e Nacional, já classificados à Copa Libertadores da América de 2003) disputaram a Liguilla Pré-Libertadores da América.
| Pos | Equipe               | Pts   | J  | V  | E  | D  | GP | GC | SG  |
| --- | -------------------- | ----- | -- | -- | -- | -- | -- | -- | --- |
| 1º  | Peñarol              | 76[1] | 35 | 24 | 7  | 4  | 91 | 50 | 41  |
| 2º  | Nacional             | 71    | 35 | 22 | 5  | 8  | 80 | 46 | 34  |
| 3º  | Fénix                | 65    | 35 | 20 | 7  | 8  | 86 | 55 | 31  |
| 4º  | Danubio              | 63    | 35 | 18 | 7  | 10 | 65 | 46 | 19  |
| 5º  | Defensor Sporting    | 58    | 35 | 17 | 7  | 11 | 63 | 45 | 18  |
| 6º  | Plaza Colonia        | 54    | 35 | 16 | 6  | 13 | 51 | 41 | 10  |
| 7º  | Deportivo Maldonado  | 44    | 35 | 13 | 5  | 17 | 49 | 60 | -11 |
| 8º  | Montevideo Wanderers | 43    | 35 | 11 | 10 | 14 | 40 | 47 | -7  |
| 9º  | Central Español      | 43    | 35 | 12 | 7  | 16 | 50 | 67 | -17 |
| 10º | Villa Española       | 30    | 35 | 7  | 9  | 19 | 45 | 73 | -28 |

1 ^  Foram descontados 3 pontos do Peñarol por incidentes ocorridos na partida contra o Danubio, pelo Torneio Clausura do Campeonato Uruguaio de 2001.
|  | Classificados à Liguilla Pré-Libertadores. |

## Liguilla Pré-Libertadores da América
A Liguilla Pré-Libertadores da América de 2002 foi a 29ª edição da história da Liguilla Pré-Libertadores, competição disputada entre as temporadas de 1974 e 2008–09, a fim de definir quais seriam os clubes representantes do futebol uruguaio nas competições da CONMEBOL. O torneio de 2002 consistiu em uma competição com um turno, no sistema de todos contra todos. O vencedor foi o Fénix, que obteve seu 1º título da Liguilla.

### Classificação da Liguilla
| Pos | Equipe            | Pts | J | V | E | D | GP | GC | SG |
| --- | ----------------- | --- | - | - | - | - | -- | -- | -- |
| 1º  | Fénix             | 9   | 3 | 3 | 0 | 0 | 10 | 3  | 7  |
| 2º  | Defensor Sporting | 4   | 3 | 1 | 1 | 1 | 3  | 4  | -1 |
| 3º  | Danubio[1]        | 3   | 3 | 1 | 0 | 2 | 5  | 8  | -3 |
| 4º  | Plaza Colonia     | 1   | 3 | 0 | 1 | 2 | 1  | 4  | -3 |

1 ^  Nacional e Danubio já haviam garantido vaga à Copa Sul-Americana de 2003 por terem sido campeão e vice do Campeonato Uruguaio, respectivamente.
|  | Campeão da Liguilla e classificado à Libertadores de 2003. |
|  | Classificado à Copa Sul-Americana de 2003.                 |

## Premiação
| Campeonato Uruguaio de 2002   |
| ----------------------------- |
| Nacional Campeão (39º título) |